# 日本管巢蛛
日本管巢蛛（学名：Clubiona japonica），又名日本袋蛛，为管巢蛛科管巢蛛属的动物。分布于日本、台湾岛以及中国大陆的浙江等地。该物种的模式产地在日本。